# Dolicrossea vesca
Dolicrossea vesca är en snäckart som beskrevs av Harold John Finlay 1926. Dolicrossea vesca ingår i släktet Dolicrossea och familjen Elachisinidae. Inga underarter finns listade i Catalogue of Life.